# Vallelunga Pratameno
Vallelunga Pratameno là một đô thị ở tỉnh Caltanissetta ở vùng Sicilia, có vị trí cách khoảng 60 km về phía đông nam của Palermo và khoảng 30 km northvề phía tây của Caltanissetta. Tại thời điểm ngày 31 tháng 12 năm 2004, đô thị này có dân số 3.779 người và diện tích là 39,2 km².
Vallelunga Pratameno giáp các đô thị: Cammarata, Castronovo di Sicilia, Polizzi Generosa, Sclafani Bagni, Valledolmo, Villalba.